# Kaldbakshnúkur
Kaldbakshnúkur är en bergstopp i republiken Island. Den ligger i regionen Norðurland eystra, 210 km nordost om huvudstaden Reykjavík. Toppen på Kaldbakshnúkur är 1 071 meter över havet, eller 54 meter över den omgivande terrängen. Bredden vid basen är 1,2 km.
Trakten runt Kaldbakshnúkur är nära nog obefolkad, med mindre än två invånare per kvadratkilometer. Det finns inga samhällen i närheten. Trakten runt Kaldbakshnúkur består i huvudsak av gräsmarker.